# The Little Wanderer (film 1912)
The Little Wanderer è un cortometraggio muto del 1912 diretto da Edmund Lawrence.

## Trama
Rimproverata dalla matrigna, la piccola Nettie scappa di casa e si mette a girovagare per il bosco insieme al suo cane. Stanca della lunga camminata, la piccola si addormenta in un fienile. Viene svegliata dalle voci di alcuni uomini che stanno progettando una rapina in una casa. Nettie, allora, cerca di scappare, ma viene presa. Il cane, che è riuscito a fuggire, attira l'attenzione di Hodge, un agricoltore, portandolo fino al fienile dov'è tenuta prigioniera la bambina. Nettie racconta al suo salvatore ciò che ha sentito e lui avvisa il padrone del piano dei vagabondi. Così, quando questi arrivano, vengono sorpresi dal poliziotto del paese che, aiutato dai contadini, mette loro le manette. Il padrone, ascoltata la storia della piccola vagabonda, decide di chiedere ai suoi genitori il permesso di adottarla.

## Produzione
Il film fu prodotto dalla Kalem Company.

## Distribuzione
Distribuito dalla General Film Company, il film - un cortometraggio di una bobina - uscì nelle sale cinematografiche USA il 26 agosto 1912.